# Zdzisław Jerzy Ławecki
Zdzisław Jerzy Ławecki (ur. 28 listopada 1934, zm. 23 marca 2004) – komandor pilot Marynarki
Wojennej, dowódca pułku lotnictwa myśliwsko-szturmowego, zastępca Szefa Lotnictwa
Marynarki Wojennej.

## Życiorys
Zdzisław Jerzy Ławecki urodził się 28 listopada 1934 w Łukowie w rodzinie o kilkuwiekowych tradycjach patriotycznych. W 1954 roku zdał maturę i ukończył szkołę średnią we Wrocławiu.  W roku 1954 wstąpił do Oficerskiej Szkoły Lotniczej Nr 5 w Radomiu. 15 sierpnia 1957 otrzymał szlify oficerskie i odznakę pilota wojskowego.
Po promocji został skierowany do 30 Pułku Lotnictwa Myśliwsko-Szturmowego w Siemirowicach w ramach struktur Marynarki Wojennej: był pilotem, starszym pilotem, a następnie szefem strzelania lotniczego eskadry. W latach 1967–1970 studiował w Akademii Sztabu Generalnego Wojska Polskiego w Rembertowie. Do roku 1971 był starszym nawigatorem, a następnie zastępcą dowódcy 7 Pułku Lotnictwa Myśliwsko-Szturmowego w Siemirowicach Cewicach. 2 maja 1975 został dowódcą pułku. Od 1 kwietnia 1978 do momentu przejścia w stan spoczynku w 1990 roku był zastępcą Szefa Lotnictwa w Dowództwie Marynarki Wojennej w Gdyni.
Był pilotem wojskowym klasy mistrzowskiej z ogólnym nalotem osobistym 3022 godziny na samolotach odrzutowych, głównie myśliwsko-szturmowych Lim-2, Lim-5 i Lim-6. Uważany za  znakomitego pilota, obowiązkowy i wymagający, osobiście kierował z okrętu i poligonu wykonywaniem zadań bojowych, ceniony i poważany przez marynarzy i pilotów. Wielokrotnie nagradzany za wykonywanie zadań i jakość dowodzenia. Miał znaczące zasługi w pozyskiwaniu nowego sprzętu lotniczego oraz szkoleniu załóg ratowniczych nad morzem w trudnych warunkach pogodowych.
Zmarł 23 marca 2004 i zgodnie ze swoim życzeniem spoczywa na Cmentarzu Marynarki Wojennej w Gdyni (aleja główna) pośród swoich przyjaciół i kolegów pilotów i marynarzy. 
Zaprezentowany w 2018 roku w Księdze chwały lotników polskich na 100 lecie lotnictwa polskiego.
Odznaczony m.in.: Krzyżem Kawalerskim Orderu Odrodzenia Polski (1977) i Złotym Krzyżem Zasługi (1972) oraz tytułem honorowym i odznaką „Zasłużony Pilot Wojskowy” (1978).

## Życie prywatne
Ojciec Marian Ławecki (1903-1969) żołnierz  w wojnie 1920-1921, kolejarz, wywodził się z sięgającej wg najstarszych zapisów z XV wieku szlacheckiej rodziny zamieszkującej ziemię łukowską, Januszówka Dziewule. Matka Helena Ławecka z domu Głuchowska (1903-1978).
Żoną Barbarą Marią Ławecką z domu Dzierża, która żyła w latach 1937-2006, zajmował się aż
do śmierci osobiście z powodu jej choroby i coraz mniejszej sprawności ruchowej.
Syn Wojciech Zdzisław Ławecki nauczyciel akademicki dr, bankowiec, kurator, konsultant,
kolekcjoner i inwestor.